# Gaeumannomyces graminis
Espèce
Gaeumannomyces graminis est une espèce de champignons ascomycètes de la famille des Magnaporthaceae.
Ce champignon phytopathogène est responsable de la maladie du piétin-échaudage qui affecte diverses espèces de céréales et autres graminées. Il peut également provoquer des fontes de semis.

## Cycle de vie
Le champignon se conserve dans le sol sur des débris végétaux. La contamination des racines a lieu en automne ou en hiver. Le mycélium ectotrophe se transmet de plante à plante au niveau des racines. Le champignon envahit la base de la tige et y forme des périthèces.

## Taxinomie

### Synonymes
Selon Catalogue of Life (26 juin 2015) : 	
- Gaeumannomyces cariceti (Berk. & Broome) Lar.N. Vassiljeva 1998
- Gaeumannomyces graminis var. avenae (E.M. Turner) Dennis 1960
- Gaeumannomyces graminis var. graminis (Sacc.) Arx & D.L. Olivier 1952
- Gaeumannomyces graminis var. maydis J.M. Yao, Yong C. Wang & Y.G. Zhu 1992
- Gaeumannomyces graminis var. tritici J. Walker 1972
- Gaeumannomyces oryzinus (Sacc.) Schrantz 1961
- Linocarpon cariceti (Berk. & Broome) Petr. 1952
- Linocarpon oryzinum (Sacc.) Petr. 1952
- Ophiobolus cariceti (Berk. & Broome) Sacc. 1883
- Ophiobolus graminis (Sacc.) Sacc. 1875
- Ophiobolus graminis var. avenae E.M. Turner 1941
- Ophiobolus graminis var. graminis (Sacc.) Sacc. 1875
- Ophiobolus graminis var. luzulae Klika 1923
- Ophiobolus oryzinus Sacc. 1916
- Ophiochaeta graminis (Sacc.) Hara 1916
- Rhaphidophora graminis Sacc. 1875
- Rhaphidospora cariceti (Berk. & Broome) Cooke
- Sphaeria cariceti Berk. & Broome 1861

### Liste des variétés
Selon NCBI (26 juin 2015) :
- variété Gaeumannomyces graminis var. avenae
- variété Gaeumannomyces graminis var. graminis
- variété Gaeumannomyces graminis var. maydis
- variété Gaeumannomyces graminis var. tritici
  - variété Gaeumannomyces graminis var. tritici R3-111a-1